# Augenmusik
Als Augenmusik bezeichnet man rein optische Erscheinungen im Notenbild einer Komposition, die symbolische Bedeutung tragen.

## Begriffsabgrenzung
In vielen Fällen kann man nur schwer zwischen Augenmusik und Wortmalerei unterscheiden. Wortmalerei ist häufig sowohl optisch als auch akustisch erfassbar, Augenmusik dagegen ist nur dem Auge unmittelbar zugänglich. Als ein typisches Beispiel für Wortmalerei kann man eine absteigende Melodie auf das Wort "fallen" oder eine aufsteigende Melodie auf das Wort "Auferstehung" heranziehen: das ist etwas, was gleichermaßen gehört wie gesehen werden kann. Demgegenüber wäre ein typisches Beispiel für Augenmusik die Verwendung schwarzer Notenköpfe auf die Wörter "Nacht", "dunkel" oder "Tod": etwas, was nicht gehört, sondern nur gesehen werden kann.
Augenmusik ist abstrakter und kontextabhängiger als Wortmalerei. Ein Liebeslied ist nicht deswegen in Herzform notiert, weil im Text das Wort "Herz" konkret erscheint, sondern weil in unserer Kultur das Herz als Symbol für Liebe steht. Im Gegensatz dazu bezieht sich Wortmalerei immer auf die konkret im Text vorkommenden Wörter und ist kontextunabhängig: melodische Wellenbewegung auf den Text "das wogende Meer" kann jeder Mensch verstehen, egal welcher Kultur er angehört. Sie beschreiben nur das konkrete Wort mit musikalischen Tönen.
Es lassen sich auch Beispiele optischer Gegebenheiten im Notentext finden, die nicht als Augenmusik anzusehen sind. So sind die komplexen Kreuzrhythmen der englischen Virginalisten zwar eher für das Auge als für das Ohr bestimmt, haben aber keine oder nur geringfügige symbolische Bedeutung. Nebenbemerkungen für den Interpreten, wie sie zum Beispiel in Partituren von Eric Satie vorkommen, sind ebenso wenig Augenmusik, da sie nicht den Wortschatz der musikalischen Zeichen benutzen.

## Geschichte

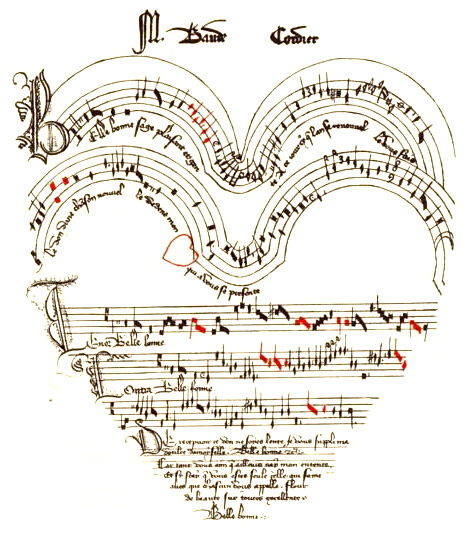
Baude Cordier: Belle, Bonne, Sage

Die herzförmige Notierung eines Rondeau des französischen Komponisten Baude Cordier zu Beginn des 15. Jahrhunderts ist eines der ersten erhaltenen Beispiele für Augenmusik. Da es sich um ein Liebeslied handelt, trägt die Herzform symbolische Bedeutung.
Bei den franko-flämischen Komponisten der Frührenaissance findet sich auch Augenmusik. Der berühmteste Komponist dieses Zeitalters ist Josquin Desprez. Seine Lamentatio auf den Tod des Komponisten Ockeghem, nymphes des bois, sowie die Motette absolve, quaesumus, domine, die für den verstorbenen Komponisten Jacob Obrecht komponiert wurde, und das ebenfalls Josquin zugeschriebene Proch dolor sind uns ausschließlich in schwarzer Notation überliefert. Die Farbe schwarz bezieht sich auf eine Wirklichkeit außerhalb des Textes: ohne dass das Wort schwarz im Text enthalten ist, wird im Kontext des christlichen Glaubenverständnisses die schwarze Farbe mit dem Begriff Tod identifiziert.
Auf ähnliche Weise gewann bei den franco-flämischen Komponisten die Anzahl der Stimmen symbolische Bedeutung. Die Zahl sieben steht in der Bibel häufig für Schiv’a, die siebentägige Trauerzeit. So veranstaltet Joseph für seinen Vater eine siebentägige Totenfeier (Gen 50,10 ), das Haus Israel trauert sieben Tage um Judit (Jdt 16,24 ). Siebenstimmigkeit als Zeichen von Trauer findet sich beispielsweise im bereits genannten Proch dolor Josquins und der Nänie für Kaiser Vaet von Jakob Regnart. Ein weiteres Beispiel für symbolische Bedeutung in der Anzahl der Stimmen sind die häufig siebenstimmigen Kompositionen über die Sieben Schmerzen der Maria.
Noch häufiger findet sich Augenmusik im italienischen Madrigal der mittleren und späten Renaissance: Komponisten wie Adrian Willaert, Palestrina, Giaches de Wert, Giovanni Gabrieli und Marenzio haben sie gern und oft benutzt, wohingegen Cipriano de Rore und Orlando di Lasso ihr kritisch gegenüberstanden.
Auch in der Barockzeit gibt es prominente Beispiele, unter anderem bei Johann Sebastian Bach und Georg Philipp Telemann.

J. S. Bach: Ich will den Kreuzstab gerne tragen (Auszug aus der gleichnamigen Kantate). Die Kreuzvorzeichen, die Bach beinahe immer stereotypisch verwendet, sobald im Text das Wort Kreuz auftaucht, sind ein Beispiel für Augenmusik im Barockzeitalter.
Im 20. und 21. Jahrhundert schließlich haben viele Komponisten und Künstler die Visualität der musikalischen Notation aufgegriffen und als eigenständige Ästhetik gestaltet. Zu nennen wären beispielsweise Arbeiten John Cages, der auch das Buch Notations herausgab, die komplexen Partituren Sylvano Bussottis oder die konzeptuell-minimalistischen Notationsgrafiken von Johannes Kreidler.
Nicht immer klar ist dabei, ob die Noten noch oder auch noch tatsächliche Partituren darstellen, nach denen musiziert werden kann oder soll, oder ob sie rein visuelle Werke sind. Die Pointe liegt mitunter darin, dass selbst bei real nicht aufführbaren Notenbildern es sich dennoch um „imaginary music“ handelt, wie Tom Johnson eine derartige Reihe betitelte.

## Kritik
Augenmusik ist als eine musikalische Randerscheinung und Manierismus anzusehen. Große Verwendung fand sie nur bei den Madrigalisten in Italien. Vincenzo Galilei nimmt in seinem dialogo della musica antica et della moderna von 1581 kritisch Stellung zu ihr, indem er sie als bloßes Vergnügen für die Augen bezeichnet (...il diletto che da essi si trae, è tutto della vista). Alfred Einstein bezeichnet sie in seinem Werk The Italian Madrigal als das übertriebenste und (für unser ästhetisches Empfinden) grausamste Zeugnis des Naturalismus, der imitazione, im Madrigal (the most extreme and (for our aestethic convictions) most horrible testimony of naturalism, of imitazione, in the madrigal). In der Augenmusik des 16. Jahrhunderts sieht er einen frühen, kindischen Zustand einer ästhetischen Entwicklung.
Augenmusik im Madrigal der Renaissance war für die Sänger und Interpreten bestimmt, nicht für die Zuhörer, die dieses Phänomen gar nicht erfassen konnten, da sie den Notentext nicht vorliegen hatten. Der Sinn der Augenmusik lag somit zu großem Teil darin, den Interpreten die Stimmung des Musikstücks vor Augen zu führen und sie auf diese Weise bei ihrer Interpretation zu unterstützen.